# PK's
PK's is een lied van de Nederlandse rapper Josylvio in samenwerking met de rappers Moeman, Bokke8, Philly en KA. Het werd in 2023 als single uitgebracht.

## Achtergrond
PK's is geschreven door Adam Mouhajir, Anthony Swart, Ayoub Chemlali, Joost Theo Sylvio Yussef Abdelgalil Dowib, Max Meurs, Monsif Bakkali en Steve Bakker en geproduceerd door Monsif. Het is een nummer dat past in de genres nederhop en trap. In het lied rappen en zingen de artiesten over hun luxe leven met dure brillen en auto's.  
Het is de eerste keer dat de vijf artiesten, die allen bij het label Hella Cash zijn aangesloten, tegelijkertijd op een track te horen zijn. Wel werd er meermaals onderling samengewerkt. Josylvio, Moeman en KA brachten het gezamenlijke album Hella cash gang vol. 1 en de nummers Mama bid, Guala en Pesos eerder al samen uit. Met Moeman zonder KA had Josylvio nog het album Hella cash gang vol. 2 (ook met Ashafar) en de nummers Op je hoede, Intro, Voorbij, Streets, On lock en Geswitched. Met KA had Josylvio het nummer Doelen verder uitgebracht. Moeman en KA hadden ook nog de samenwerking Bentley's & Rovers met elkaar. 

## Hitnoteringen
De artiesten hadden succes met het lied in de hitlijsten van Nederland. Het piekte op de achttiende plaats van de Nederlandse Single Top 100 en stond twee weken in deze hitlijst. De Nederlandse Top 40 werd niet bereikt; het kwam hier tot de negentiende plaats van de Tipparade.